# Neolimonia horrenda
Neolimonia horrenda är en tvåvingeart som först beskrevs av Alexander 1944.  Neolimonia horrenda ingår i släktet Neolimonia och familjen småharkrankar.
Artens utbredningsområde är Peru. Inga underarter finns listade i Catalogue of Life.